# Ciutat de Quebec

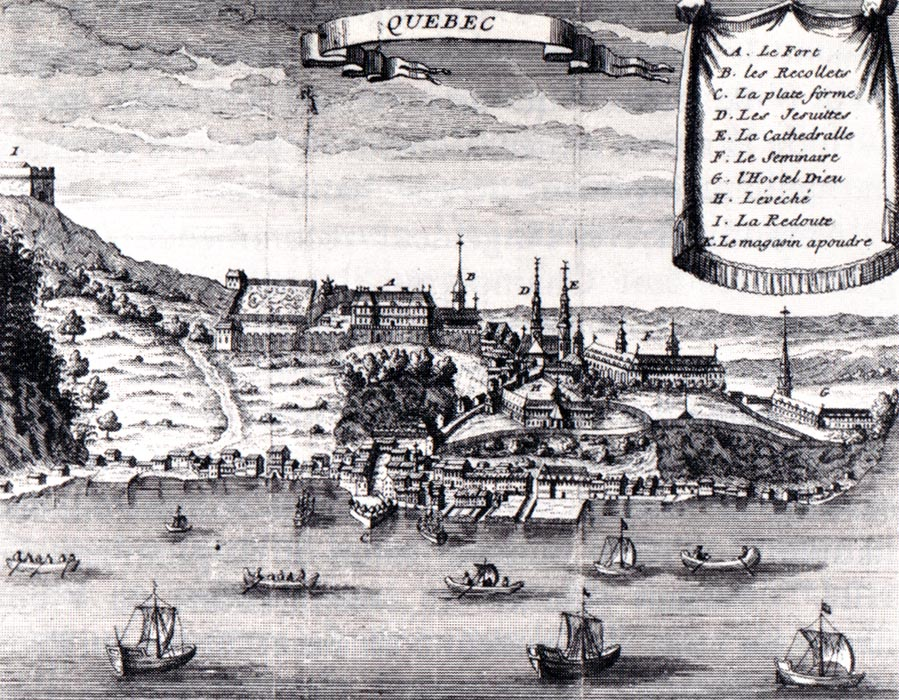
Quebec el 1700.

Quebec o la Ciutat de Quebec (francès: Québec o Ville de Québec) és la capital de la província canadenca del Quebec i alhora la principal aglomeració de l'est d'aquesta província. La ciutat és dins la regió administrativa de la Capitale-Nationale.

## Història

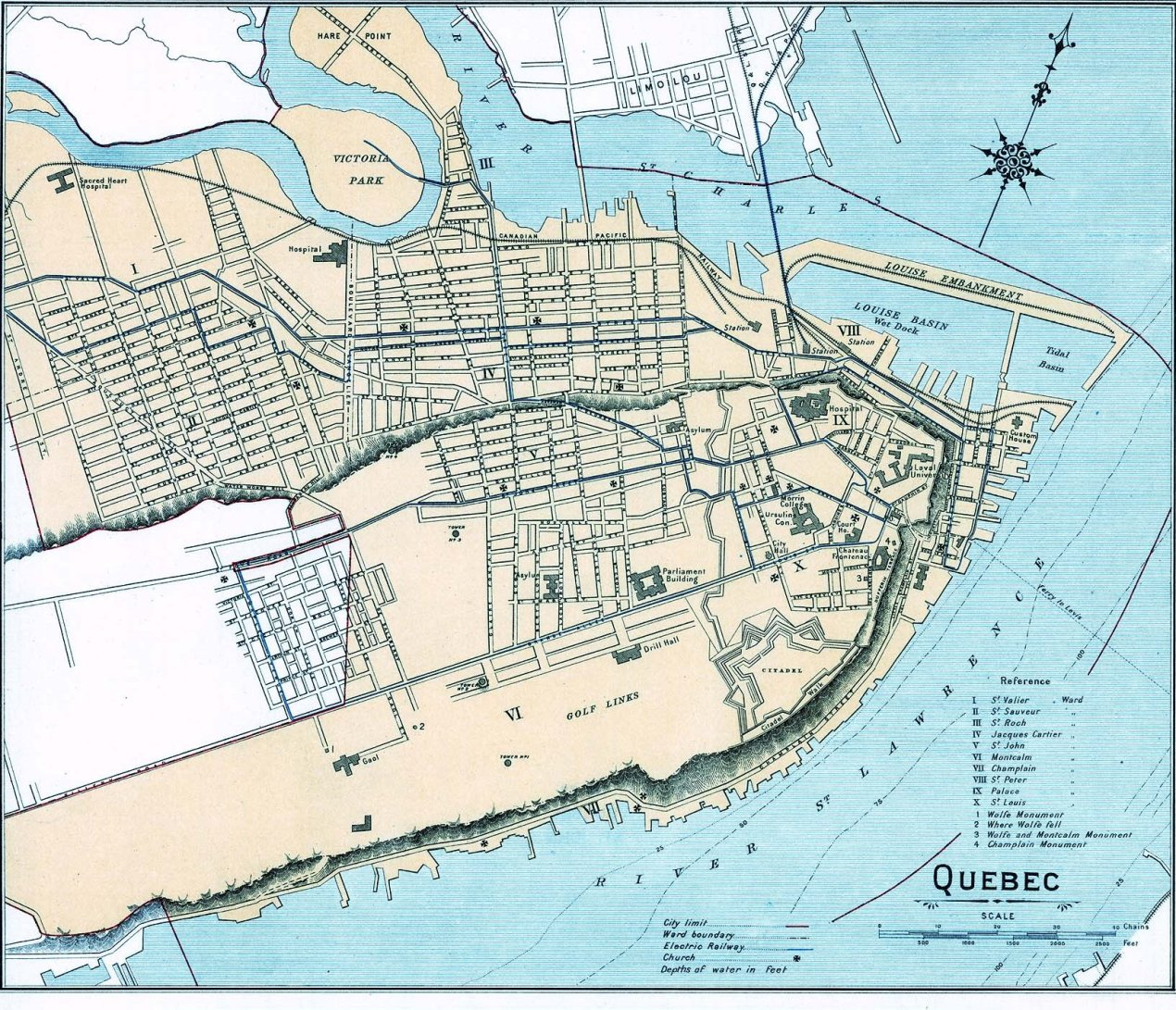
Mapa de la ciutat de Quebec, 1906

El 3 de juliol de 1608, Samuel de Champlain va fundar la localitat que ha donat lloc avui dia a la Ciutat de Quebec, que es va convertir en el centre de la colònia francesa del Canadà.
Durant la guerra dels Set Anys, la ciutat de Quebec es va rendir en 1759 després de la batalla de les Planes d'Abraham del 13 de setembre de 1759 i des d'aquest moment pràcticament només es van dedicar a acabar d'expulsar els petits grups de francesos que quedaven al Canadà. Sis mesos després de perdre Quebec, tot i la importantíssima victòria francesa a la batalla de Sainte-Foy el general François Gaston de Lévis va tornar a Quebec amb un exèrcit d'uns 5.000 homes però no va poder recuperar Quebec doncs els reforços no van arribar per la superioritat naval britànica després de la batalla de Pointe-aux-Trembles i la batalla de Restigouche.

## Patrimoni de la Humanitat
Les fortificacions de Quebec que encara es conserven i que envolten el nucli antic fan de Quebec l'única ciutat americana emmurallada al nord de Mèxic. El barri antic de Quebec va ser declarat patrimoni mundial per la UNESCO el 1985. La ciutat va celebrar els seus 400 anys el 3 de juliol de 2008, essent doncs la ciutat francòfona més vella d'Amèrica. Per aquesta raó, la Ciutat de Quebec és coneguda també amb el sobrenom de la Vieille Capitale.